# Epidendrum fulgens
Epidendrum fulgens Brongn., 1834, è una pianta della famiglia delle Orchidacee endemica del Brasile.

## Descrizione
È un'orchidea di grandi dimensioni con comportamento litofita e occasionalmente terricolo (geofita) che cresce in ambiente marino. E. fulgens  presenta steli eretti, lunghi, simili a canne portanti foglie rigide, coriacee, di forma oblunga ad apice ottuso. 
La fioritura avviene nell'autunno brasiliano mediante un'infiorescenza terminale, ombrelliforme, recante numerosi fiori. Questi sono grandi al massimo 3 centimetrie presentano petali e sepali ovato ellittici, di colore arancione e labello bilobato, giallo maculato di arancione, con bordi molto frastagliati.

## Distribuzione e habitat
La specie è endemica dello stato di San Paolo in Brasile, dove cresce ai bordi dell'Oceano Atlantico, pochi metri lontano dal mare, e a pochi metri di quota, spesso su scogliere.

## Coltivazione
Questa pianta necessita esposizione a mezz'ombra, con temperature alte almeno nell'epoca della fioritura, che potranno essere diminuite successivamente.